# Фейги, Уильям
Уильям Герберт Фейги (англ. William Herbert Foege; род. 12 марта 1936) — американский врач и эпидемиолог, которому приписывают разработку глобальной стратегии, позволившей ликвидировать оспу в конце 1970-х годов. С мая 1977 по 1983 год занимал должность директора Центров по контролю и профилактике заболеваний (США).
Также играл центральную роль в усилиях, которые значительно повысили уровень иммунизации в развивающихся странах в 1980-х годах.
В 2011 году он написал книгу House on Fire: The Fight to Eradicate Smallpox о современном состоянии борьбы с оспой.
23 сентября 2020 года отправил личное письмо директору Центров по контролю и профилактике заболеваний Роберту Р. Редфилду, в котором призвал его письменно признать, что CDC плохо отреагировал на COVID-19, назвав подход Белого дома «катастрофическим».

## Ранние годы
Родился 12 марта 1936 года в городе Декора штата Айова. Он был третьим из шести детей в семье Уильяма А. Фейги, лютеранского священника, и его жены Анны. Семья жила в городе Эльдорадо, штат Айова, начиная с 1936 года, и в 1945 году переехала в город Чевела штата Вашингтон.
В молодые годы его вдохновляла жизнь его дяди, лютеранского миссионера в Новой Гвинее. В 13-летнем возрасте заинтересовался наукой и много читал, например, о работе Альберта Швейцера в Африке. Тогда же выразил желание заниматься медициной в Африке.

## Образование
В 1957 году получил степень бакалавра в Тихоокеанском лютеранском университете. Учился в медицинской школе при Вашингтонском университете, где заинтересовался общественным здравоохранением, работая в свободное время в Департаменте здравоохранения округа Сиэтл-Кинг. Получив степень доктора медицины в 1961 году, прошёл стажировку в больнице Службы общественного здравоохранения США на Статен-Айленде (1961—1962).
С 1962 по 1964 год участвовал в Службе эпидемической разведки (EIS) Центров по контролю и профилактике заболеваний (CDC) в Колорадо. В это время под влиянием Александр Ленгмюр занялся глобальным здравоохранением, и некоторое время работал в Корпусе мира в Индии под руководством Чарльза Снида Хьюстона. Прочитав статью Томаса Хакла Веллера о приоритетах в области общественного здравоохранения, поступил на программу магистра общественного здравоохранения в Гарвардской школе общественного здравоохранения, где учился у Веллера и в 1965 году получил степень магистра здравоохранения.

## Ликвидация оспы
Работая в Африке в качестве руководителя Программы ликвидации оспы, Фейги разработал успешную стратегию эпиднадзора и «кольцевой вакцинации» для сдерживания распространения оспы. Это значительно сократило количество необходимых прививок, гарантируя, что имеющихся ограниченных ресурсов будет достаточно, чтобы сделать оспу первым инфекционным заболеванием, которое было искоренено в истории человечества.
В 2020 году за свои усилия по искоренению оспы Фейги стал лауреатом премии Future of Life Award (вместе с Виктором Ждановым). Генеральный секретарь ООН Антониу Гутерриш сказал по этому поводу: «Мы все в долгу перед Биллом Фейги и Виктором Ждановым за их решающий вклад в искоренение оспы». Принимая во внимание достижения Жданова и Фейги, Билл Гейтс сказал: «Они являются феноменальными примерами того, что значит использовать науку для глобального здравоохранения».

## Научная работа
Научные интересы Фейги включают вопросы детской смертности, профилактической медицины и общественного здравоохранения, особенно в развивающихся странах. Он является активным сторонником искоренения болезней и принимал активное участие в искоренении дракункулеза, полиомиелита, кори и речной слепоты.
В мае 1977 года стал директором Центров по контролю и профилактике заболеваний, проработав в этой должности до 1983 года.

## Карьера
За свою карьеру занимал следующие должности:
- Соучредитель и президент Целевой группы по глобальному здравоохранению[англ.], 1984—1999[21]
- Старший научный сотрудник фонда Билла и Мелинды Гейтс[22]
- Член Консультативного совета Института глобального здравоохранения Университета Эмори[23]
- Научный сотрудник по вопросам политики в области здравоохранения Центра Картера, с 1986 г[24]
- Исполнительный директор Центра Картера, 1986—1992 гг.[24]
- Член консультативного медицинского совета корпорации Theranos[25].

## Личная жизнь
У Фейги и его жены Паулы было трое сыновей, старший из которых умер в 2007 году. Его описывают как «религиозного человека». В 1997—2006 годах он состоял в совете регентов Тихоокеанского лютеранского университета.

### Комментарии
1. ↑  Встречается также написание Фоге[4], Фейдж, Фейджи и др.
2. ↑  Премия учреждена общественной организацией Future of Life Institute[англ.]. Вручается за «выдающиеся бескорыстные поступки, часто совершённые с риском для жизни, направленные на сохранение человечества»[16]. Первым лауреатом премии был советский офицер-подводник В. А. Архипов.